# Karl-Erik Andersén
Karl-Erik Vilhelm Andersén, född 24 maj 1935 i Kungsholms församling, Stockholm, är en svensk skådespelare och dramapedagog.

## Filmografi
- 1990 – Hajen som visste för mycket [förtydliga]
- 1990 – Är du med på noterna?
- 1992 – Jönssonligan & den svarta diamanten
- 1992 – Hassel – Svarta banken
- 1995 – Jönssonligans största kupp

### Fotnoter
1. ↑  ”Karl-Erik Andersén”. Svensk Filmdatabas. http://www.sfi.se/sv/svensk-filmdatabas/Item/?type=PERSON&itemid=180010&ref=%2ftemplates%2fSwedishFilmSearchResult.aspx%3fid%3d1225%26epslanguage%3dsv%26searchword%3dKarl-Erik+Anders%C3%A9n%26type%3dPerson%26match%3dBegin%26page%3d1%26prom%3dFalse. Läst 22 september 2012.